# Pedro Sol
Pedro Sol Blanco (Rio de Janeiro, 20 de julho de 1985) é um ator e cantor brasileiro. É neto do músico Billy Blanco e irmão da atriz Lua Blanco. Ficou conhecido na adolescência, quando lançou os sucessos "Sessão da Tarde" e "Você não Vem".

## Biografia
Filho de William Blanco Trindade Jr. e Maria Claudia Blanco, e neto do músico, escritor e compositor Billy Blanco, Pedro Sol Blanco vem de uma linhagem de músicos e artistas na família, a influência da bossa nova  "rock britanico" e "surf music" o levou a criar um novo estilo musical denominado "Surf in Bossa". O cantor é o mais velho de seis irmãos, as atrizes Lua Blanco, Ana Terra e Estrela Blanco, além dos músicos Daniel Céu e Marisol Blanco, todos criados sabendo tocar violão e piano. Apesar de ter crescido em uma família de músicos de bossa nova, Pedro recebeu influência dos Beatles, sendo que em 1997, aos 11 (onze) anos, aprendeu a tocar bateria, seu primeiro instrumento e, aos 12 anos, compôs sua primeira canção intitulada I'm Sory.
A partir de 1998 começou a estudar canto com Felipe Abreu, violão clássico Célia Vaz e bateria com o percussionista Robertinho Silva Nos anos seguintes formou-se em um curso de Teoria e Percepção da Música para capacitar-se a ler a lingua musical universal. Influenciado por rock britânico, surf music e indie rock.

## Carreira
Em 2002 Pedro conseguiu seu primeiro contrato com a Sony Music para o lançamento de um álbum. Lançado em 15 de dezembro de 2003, o disco Pedro Sol trouxe onze faixas, das quais se destacaram Sessão da Tarde e Você Não Vem, se tornando grande sucesso nas rádios brasileiras. Em 2005 Pedro passou a se envolver com música brasileira, influenciado por seu avô Billy Blanco, recusando a gravação imediata de um segundo álbum no mesmo estilo do anterior, passando a estudar música brasileira .
Em 2007 fez sua estreia como ator ao ser convidado pelos diretores Cláudio Botelho e Charles Möeller para estrelar uma peça de teatro, o musical 7 - O Musical, com músicas de Ed Motta, onde interpretou o personagem Alvaro. Em 2009 interpretou Rupert na peça Despertar da Primavera, onde constracenou esteve no palco com sua irmã Lua Blanco. Em 2010 estrelou a peça Beatles num Céu de Diamantes, um musical sobre a banda de maior influência em sua vida. Em 2015 lançou o álbum Surf n Bossa.

## Teatro
| Ano     | Programa                                            | Personagem |
| ------- | --------------------------------------------------- | ---------- |
| 2007    | 7 - O Musical                                       | Álvaro     |
| 2009    | Despertar da Primavera                              | Rupert     |
| 2011–12 | Beatles num Céu de Diamantes                        | Prudence   |
| 2012–13 | Milton Nascimento - Nada Será Como Antes: O Musical | Iago       |
| 2014    | Tau Caminho                                         |            |
| 2015–16 | Beatles num Céu de Diamantes                        | Prudence   |

## Discografia

### Álbuns de estúdio
| Álbum        | Detalhes                                                                                      | Vendas     |
| ------------ | --------------------------------------------------------------------------------------------- | ---------- |
| Pedro Sol    | - Lançamento: 15 de dezembro de 2003 - Formatos: CD, download digital - Gravadora: Sony       | - : 70.000 |
| Surf n Bossa | - Lançamento: 15 de agosto de 2015 - Formatos: CD, download digital - Gravadora: Independente |            |

### Trilhas sonoras
| Álbum                            | Detalhes                                                                                 |
| -------------------------------- | ---------------------------------------------------------------------------------------- |
| Nada Será Como Antes - O Musical | - Lançamento: 25 de março de 2013 - Formatos: CD, download digital - Gravadora: B Discos |

### Singles
| Título                        | Ano  | Álbum        |
| ----------------------------- | ---- | ------------ |
| "Sessão da Tarde"             | 2003 | Pedro Sol    |
| "Você Não Vem"                | 2004 | Pedro Sol    |
| "From the Start (A Inventar)" | 2015 | Surf n Bossa |

### Outras aparições
| Título       | Ano  | Álbum                              |
| ------------ | ---- | ---------------------------------- |
| "O Guardião" | 2006 | O Cavaleiro Didi e a Princesa Lili |

## Filmografia

### Cinema
| Ano  | Programa           | Personagem |
| ---- | ------------------ | ---------- |
| 2004 | Um Show de Verão   | Ele mesmo  |
| 2016 | Nervos de Aço      | Eduardo    |
| 2017 | Altas Expectativas | Téo        |
| 2017 | Aos Teus Olhos     | Rick       |
| 2018 | Prólogo            | Capanga    |

## Prêmios e indicações
| Ano  | Prêmio          | Categoria            | Indicação                   | Resultado | Ref.   |
| ---- | --------------- | -------------------- | --------------------------- | --------- | ------ |
| 2004 | Capricho Awards | Revelação do Ano     | Pedro Sol                   | Indicado  |        |
| 2004 | Capricho Awards | Música do Ano        | "Sessão da Tarde"           | Indicado  |        |
| 2008 | Prêmio Shell    | Melhor Interpretação | Pedro Sol por 7 - O Musical | Indicado  | [ 20 ] |